# Natalie Batalha
Natalie M. Batalha (California, 14 maggio 1966) è un'astrofisica, astronoma e professoressa universitaria statunitense, docente di astronomia e astrofisica presso l'Università della California, Santa Cruz, leader nella missione Kepler della NASA.

## Biografia
Batalha ha iniziato la sua carriera nell'ambito della spettroscopia astronomica, studiando stelle simili al sole. Ha conseguito una laurea in fisica presso l'Università della California - Berkeley, un dottorato in astrofisica presso l'Università della California nel 1997 e ha completato una borsa di studio post-dottorato a Rio de Janeiro, in Brasile.

## Carriera
Per 10 anni è stata docente di fisica e astronomia all'Università statale di San Jose (California). Nel 1997, William J. Borucki ha aggiunto Batalha al team scientifico della Divisione di scienze spaziali presso l'Ames Research Center della NASA, dove ha iniziato a lavorare sulla fotometria di transito. È stata coinvolta nella missione Kepler - la prima missione in grado di trovare pianeti delle dimensioni della Terra attorno ad altre stelle - sin dalla progettazione e dal finanziamento come Kepler Mission Scientist. In qualità di uno dei co-investigatori, era responsabile della selezione delle oltre 150.000 stelle monitorate dal telescopio, tornando a lavorare a stretto contatto con i membri del team dell'Ames Research Center per identificare dai dati della missione Kepler i pianeti vitali. Ha condotto l'analisi che ha portato alla scoperta nel 2011 di Kepler-10 b, il primo pianeta roccioso confermato al di fuori del nostro sistema solare. "Per la sua visione nel comunicare la scienza di Kepler al pubblico e per l'eccezionale leadership nel coordinamento del Kepler Science Team", nel 2011 le è stata conferita la NASA Public Service Medal. Nel 2015 è entrata a far parte del team multidisciplinare alla guida di una nuova iniziativa della NASA, la Nexus for Exoplanet System Science Coalition (NExSS), dedicata alla ricerca di tracce di vita oltre il sistema solare.

## Riconoscimenti
- NASA Public Service Medal (2011)[1][7].
- Lecar Prize da parte del Harvard–Smithsonian Center for Astrophysics[7].
- Nel 2017, Batalha e altri due scienziati che si sono occupati degli esopianeti (Guillem Anglada-Escudé e Michaël Gillon) sono stati nominati tra le 100 persone più influenti al mondo da Time Magazine[8].
- Nello stesso anno, Batalha ha vinto l'American Ingenuity Award in Physical Sciences dello Smithsonian Magazine[9].
- Nel 2019 stata è eletta all'American Academy of Arts and Sciences[10].
- Legacy Fellow dell'American Astronomical Society (AAS) nel 2020[11].